# الفريع (حالمين)

تعديل مصدري - تعديل

الفريع هي إحدى قرى عزلة حبيل الريدة بمديرية حالمين التابعة لمحافظة لحج، بلغ تعداد سكانها 215 نسمة حسب تعداد اليمن لعام 2004.